# Brachyorrhos albus
Brachyorrhos albus е вид влечуго от семейство Homalopsidae.

## Разпространение
Видът е разпространен в Източен Тимор и Индонезия (Малуку, Папуа и Сулавеси).